# Cartigny (Svizzera)
Cartigny (toponimo francese) è un comune svizzero di 956 abitanti del Canton Ginevra.

## Storia
Il comune di Cartigny è stato istituito nel 1800.

### Simboli
Lo stemma comunale è stato adottato nel 1922 e riproduce il blasone di François Bonivard (1493 ca.–1570), ultimo priore di Saint-Victor, strenuo e leggendario difensore dell'indipendenza del Canton Ginevra contro Carlo III di Savoia, che ispirò Il prigioniero di Chillon di Lord Byron. I priori di Saint-Victor possedevano un castello a Cartigny, costruito al centro dei loro possedimenti feudali nella Champagne.

## Monumenti e luoghi d'interesse

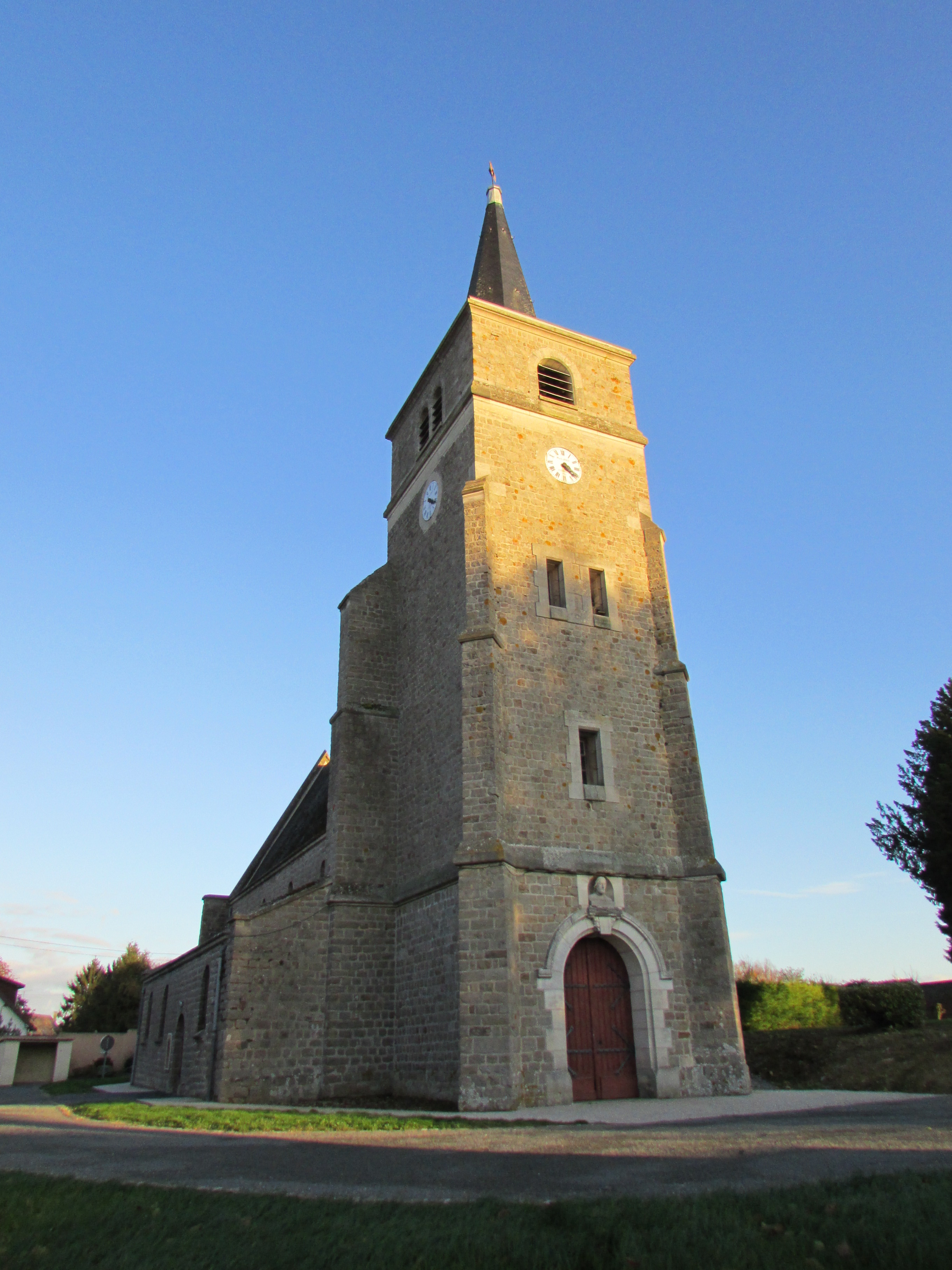
La chiesa cattolica di San Giorgio

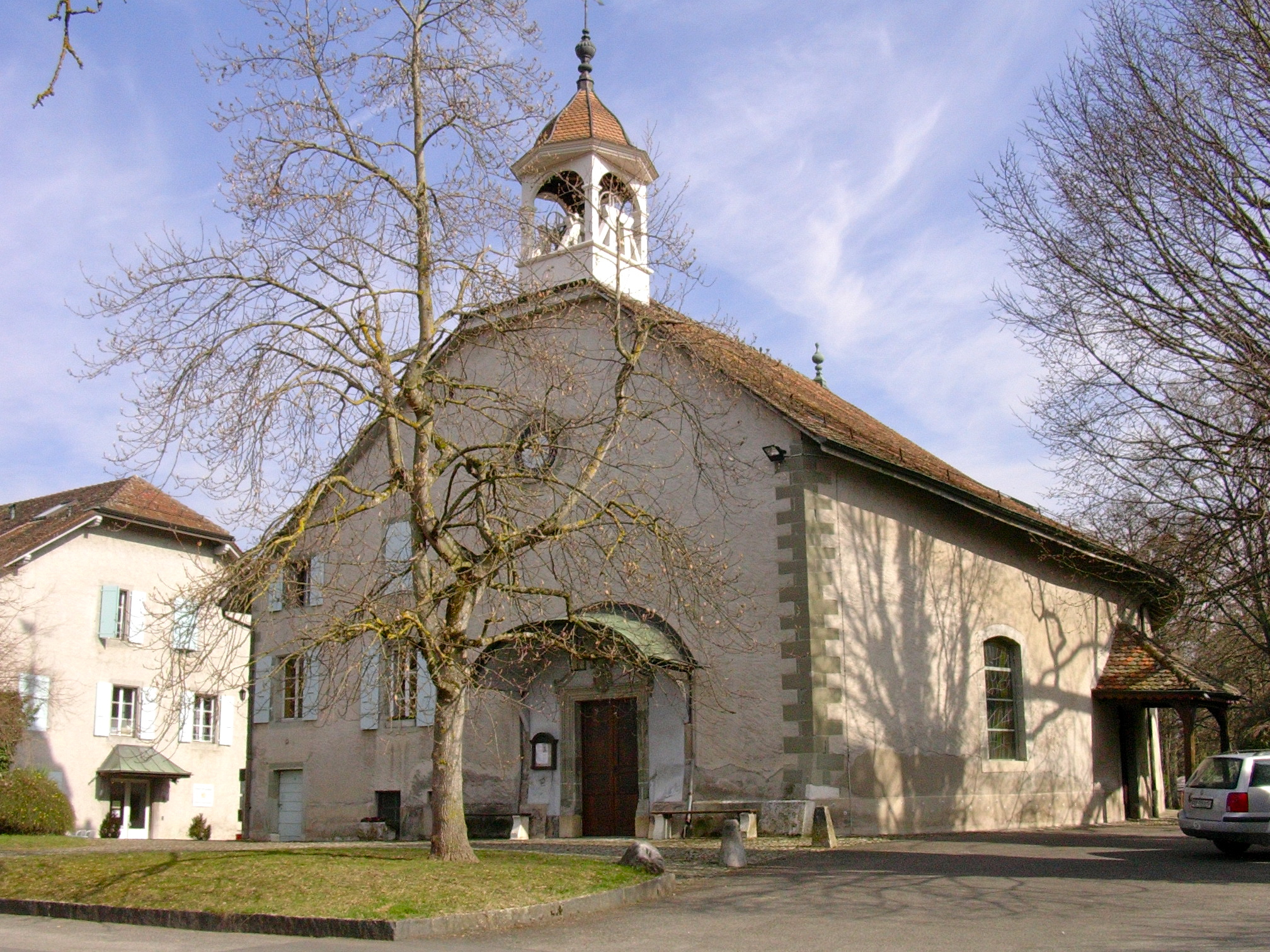
La cappella riformata

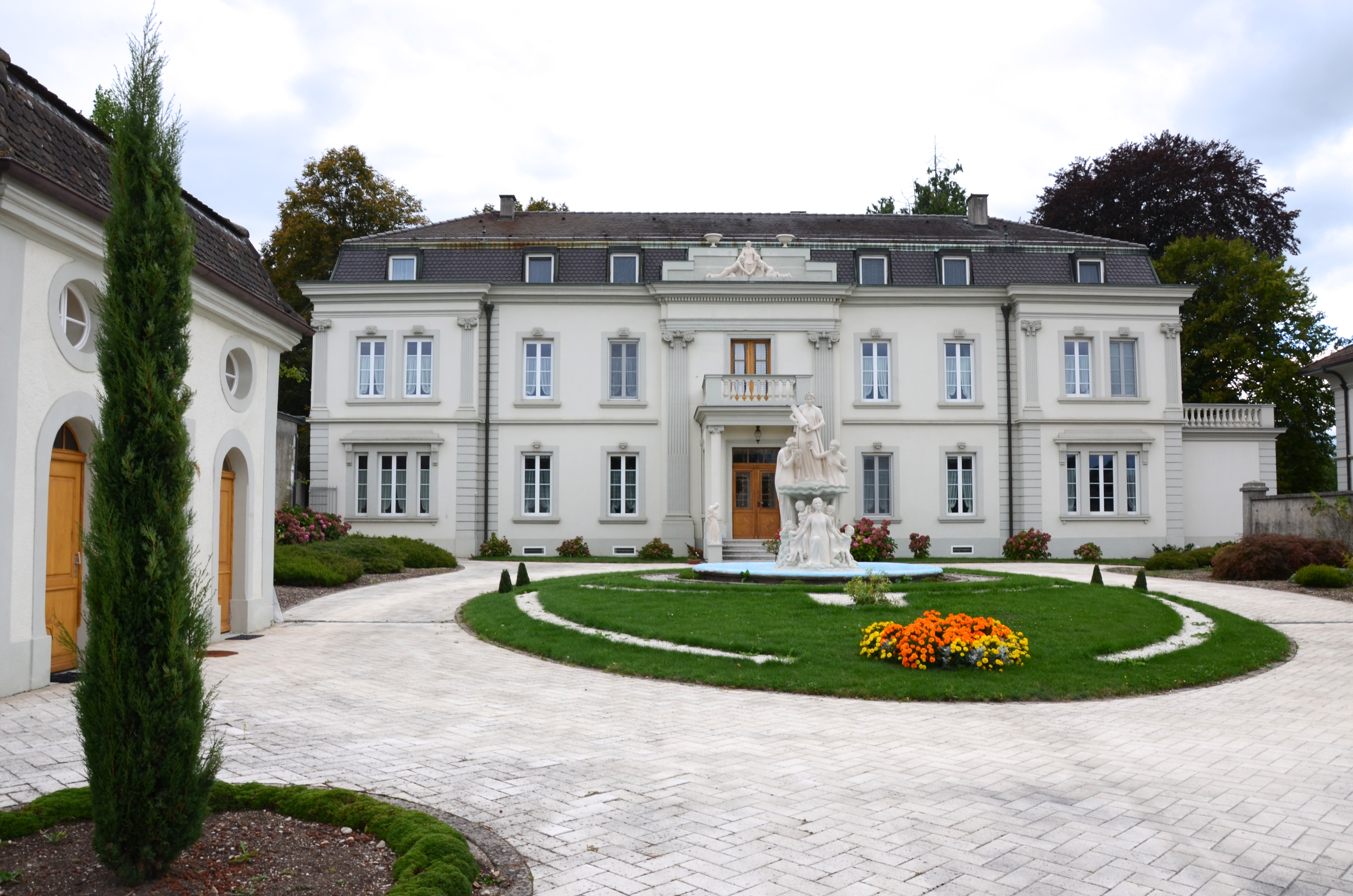
Il castello Duval

- Chiesa cattolica di San Giorgio, attestata dal 1412 e ricostruita nel 1772[1];
- Cappella riformata;
- Castello Duval.

## Società

### Evoluzione demografica
L'evoluzione demografica è riportata nella seguente tabella:
Abitanti censiti

### Religione
Cartigny è la sede centrale del movimento religioso di ispirazione millenarista e restaurazionista Chiesa del Regno di Dio.

## Amministrazione
Ogni famiglia originaria del luogo fa parte del comune patriziale che ha la responsabilità della manutenzione di ogni bene comune.